# Adelotremus leptus
Espèce
Adelotremus leptus est une espèce de poissons marins de la sous-famille des Blenniinae (famille des Blenniidae).

## Description
L'holotype d’Adelotremus leptus, une femelle, mesure 35 mm, queue non comprise.

## Répartition
L'espèce Adelotremus leptus n'est connue pour l'instant que par un seul spécimen collecté en mer Rouge près de Charm el-Cheikh (Égypte).

## Systématique
Le nom valide complet (avec auteur) de ce taxon est Adelotremus leptus Smith-Vaniz (d) & Rose (d), 2012,.

### Étymologie
Son épithète spécifique, du grec ancien λεπτός (leptós), « mince, ténu », fait référence à son corps élancé.

### Publication originale
- (en) William F. Smith-Vaniz et Jean Michel Rose, « Adelotremus leptus, a new genus and species of sabertooth blenny from the Red Sea (Teleostei: Blenniidae: Nemophini) », Zootaxa, Magnolia Press (d), vol. 3249, no 1,‎ 28 mars 2012, p. 39-46 (ISSN 1175-5334 et 1175-5326, OCLC 49030618, DOI 10.11646/ZOOTAXA.3249.1.4, lire en ligne).